# Tsutomu Hata
Tsutomu Hata (羽田 孜 Hata Tsutomu?, Tokio, 24 de agosto de 1935-ibídem, 28 de agosto de 2017) fue un político japonés, que ejerció como 80.º primer ministro de Japón, desde el 28 de abril hasta el 30 de junio de 1994.

## Biografía
Se graduó de la Universidad Seijo y trabajó en la compañía de buses Odakyu entre 1958 y 1969. En 1969, ingresa en la Dieta (Cámara de Representantes), representando a la prefectura de Nagano, como miembro del Partido Liberal Democrático (PDL). Llegó a ser un líder provisional en la facción Tanaka/Takeshita en la década de 1980.
En 1991 fue nombrado Ministro de Finanzas en el gabinete de Kiichi Miyazawa, hasta diciembre de 1992. No obstante, en 1993 abandonó el Partido Liberal Democrático  y fundó el Partido de la Renovación de Japón junto con el miembro veterano del PLD Ichirō Ozawa, y formaron parte de la coalición gubernamental anti-PLD de Morihiro Hosokawa en ese año. Llegó a ser Ministro de Exteriores en el gabinete de Hosokawa.
El 28 de abril de 1994 Hosokawa renuncia y Hata asume como primer ministro. Sin embargo, el Partido Socialista de Japón había abandonado la coalición, desapareciendo la anterior mayoría de la coalición en la Dieta de Japón. Evitando una moción de censura, Hata decidió renunciar en junio, permitiendo al líder del Partido Socialista Tomiichi Murayama asumir el cargo de primer ministro.
Con la fusión del Partido Renovación en el Shinshintō (Partido de la Nueva Frontera) en 1996, Hata decidió competir el liderazgo del partido contra Ozawa. Tras perder la disputa, abandonó el partido y él y unos doce miembros de la Dieta formaron el Partido del Sol ( 太陽党 Taiyōtō?), partido de corta duración ya que en enero de 1998 el Partido del Sol se adhiere al Partido de Buen Gobierno; Posteriormente, se uniría al Partido Democrático de Japón en abril de 1998. Desde entonces, Hata permanecerá en el PDJ como “consejero supremo” del presidente del partido, Ichirō Ozawa.

## Familia
El hijo de Hata, Yuichiro, es miembro de la Cámara de Diputados Provinciales de Japón.